# ديفيد فراولي
ديفيد فراولي (بالهندية: वामदेव शास्त्री؛ بالإنجليزية: David Frawley) هو كاتب ومدرس هندي وأمريكي، ولد في 21 سبتمبر 1950 في ويسكونسن في الولايات المتحدة.

## وصلات خارجية
- الموقع الرسمي
- ديفيد فراولي على موقع IMDb (الإنجليزية)